# 黄姚镇

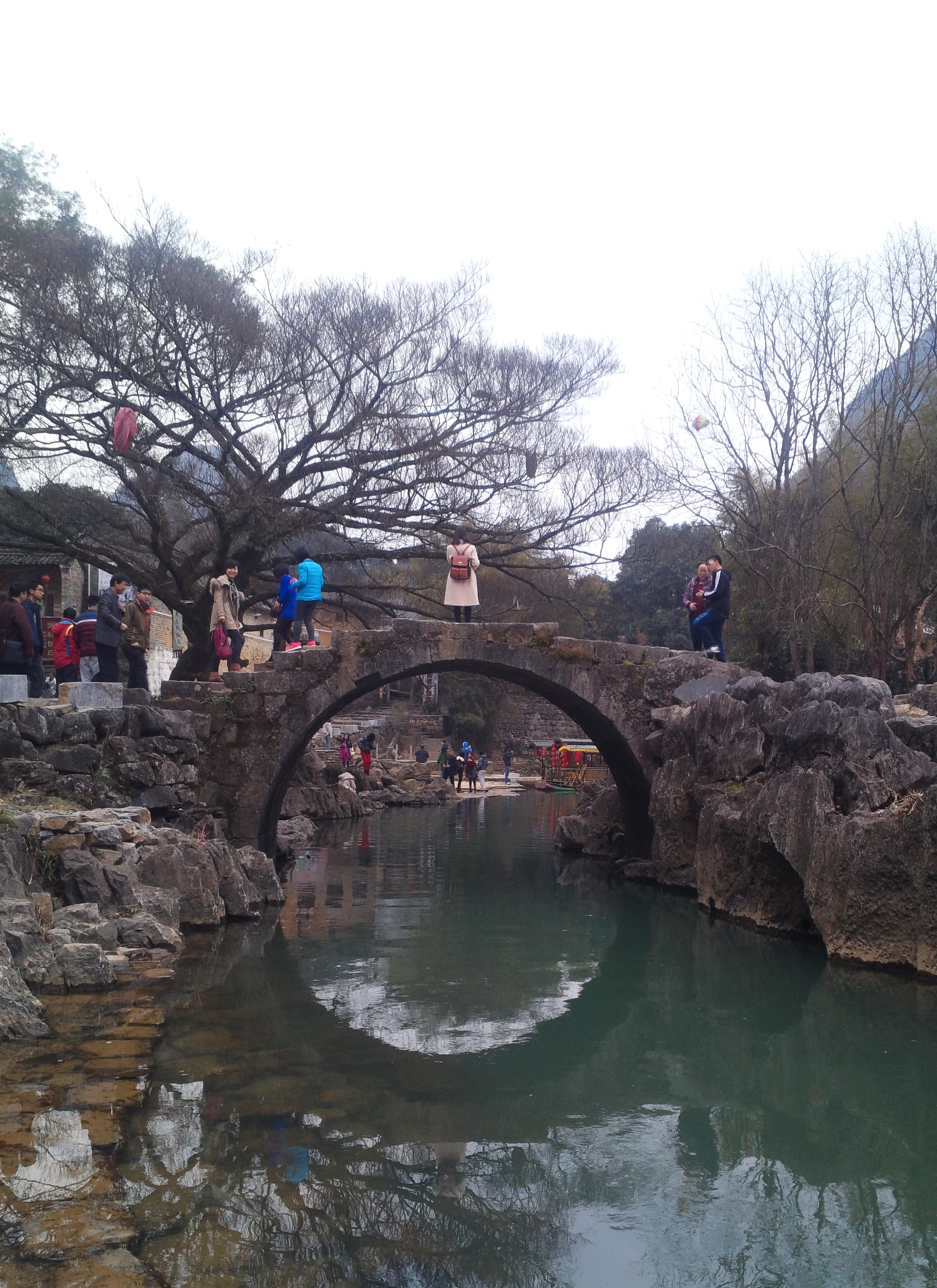
黃姚鎮內的河流

黄姚鎮，是中华人民共和国广西壮族自治区贺州市昭平县下轄的一个行政建制镇。
位於昭平縣東北部，離賀州市區40公里，離桂林市區200公里。黃姚鎮是有著近千年歷史的古鎮，發祥於宋代，興建於明代萬曆年間，鼎盛於清代乾隆年間。當地以黃、姚兩姓居多，故被稱為黃姚。

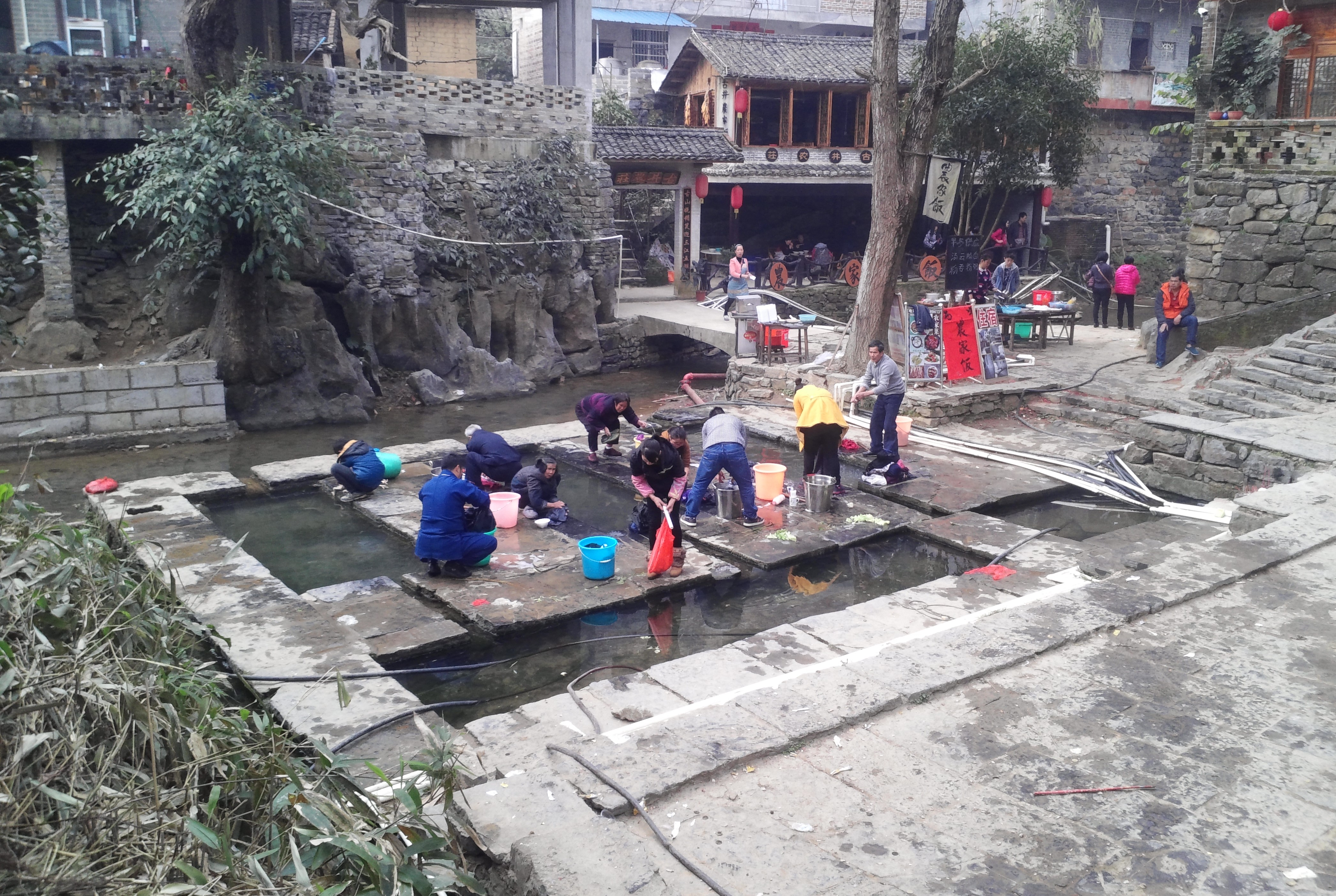
黃姚鎮仙人古井

現時當局將黃姚鎮發展成旅遊景點，稱為黃姚古鎮。由於當地四面皆山，與外界交通不便，黃姚房屋很多仍然保留明清風建築和文物，例如有古戲臺、古井、宗祠、寺廟等。而日本侵華時期，很多愛國人士由桂林逃至黃姚，因此有不少當代的文物。

## 行政區劃
黄姚鎮下轄以下地區：
黄姚街村、春甫村、白山村、崩江村、新寨村、阳朔村、巩桥村、界塘村、岩头村、杨村、北莱村、皇竹村、文洞村、凤立村、罗望村、枧盘村、笔头村、中洞村和古碌村。

## 特產
- 黄姚黄精酒：中国地理标志产品。一种保健养生酒。
- 黄姚豆豉：中国地理标志产品。